# Дона (рід)

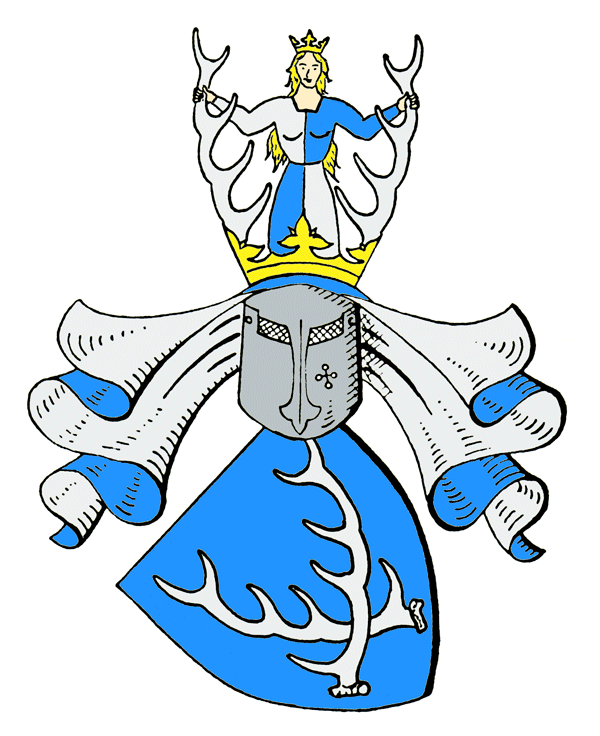
Герб роду Дона.

Бургграфи і графи цу Дона (нім. Grafen und Burggrafen zu Dohna) — один з найдавніших родів Саксонії, який, за сімейними переказами, володів містечком Дона і його околицями з VIII століття. Згодом отримав маєтки на території сучасних Польщі та Чехії, а з кінця XVII століття зайняв одне з найвизначніших місць при прусському королівському дворі.

## Історія
Перші бургграфи Дона документально зафіксовані з середини XII століття. У XIV столітті рід розділився на три гілки, які обрали своїми резиденціями власне Дону, Графенштайн, Бад-Мускау і Жегушице. У XVII столітті з них продовжувала існувати тільки перша, яка, в свою чергу, розпалася на лінії Дона-Лаук, Дона-Шлобіттен (володіла Слобітами в Вармії), Дона-Шлодіен (володіла містечком Гладиш поблизу Ольштина) і Дона-Корвінден. Три перші лінії досі існують, а корвінденська гілка, яка по спорідненості з Оксеншерна вступила на службу до шведського короля, згасла в 1803 році.
Принц Фредерік Гендрік Оранський і граф Крістоф фон Дона (1583—1637) були одружені з рідними сестрами. Останні 7 років свого життя граф Дона від імені Оранської династії керував їх родовим князівством. Потім цю посаду виконував його син Фрідріх, який улаштувався в Коппе, анклаві Оранського князівства на березі Женевського озера. Його брат Альбрехт займав чільне становище при берлінському дворі і збудував в цьому місті палац Шенгаузен, згодом викуплений у його спадкоємців в казну.
Фрідріх доручив в Коппе виховання своїх синів Александера та Крістофа відомому філософу Бейлю. Від першого з них (який став вихователем першого короля Пруссії) починається шлобіттенська лінія роду, від другого — шлодінська. Старша гілка шлобіттенської лінії закінчилася на внучці Александера, графині Фрідеріці (1738—1786). З шлодінской лінії примітні генерал Крістоф II фон Дона-Шлодін (один з полководців Семирічної війни) і граф Ніколаус цу Дона-Шлодін (капітан німецького флоту під час Першої світової війни).
Фрідріх Йоганн, брат Александера і Крістофа, успадкував від матері французький титул маркіза де Ферассьєра. Він був убитий при Денені, від шлюбу з ірландської міледі залишивши трьох дочок. З них середня в 1715 році стала дружиною російського дипломата О. Г. Головкіна. Це був перший шлюбний союз між російською і західноєвропейською аристократією. Нащадок цього шлюбу, граф Ю. О. Головкін, займав чільне місце при російському імператорському дворі.
Хоча рід Дона не був медіатизований і внаслідок цього в XIX столітті опустився в аристократичній табелі про ранги в порівнянні з більш ранніми часами, про хвальковитість його представників в Німеччині ходили легенди. Деякі з них за давністю роду ставили себе вище самих Гогенцоллернів. У 1900 році за заслуги перед прусської короною глава шлобіттенської гілки був нарешті удостоєний княжого титулу.
Під кінець Другої світової війни садиби роду Дона в Східній Пруссії були зруйновані і з тих пір не відновлювалися. У їх числі і Фінкенштайнський палац, де жив в 1807 році з Марією Валевською імператор Наполеон і де він підписав з перськими послами Фінкенштайнський договір.